# Gran Premi d'Espanya de motociclisme de 1965
El Gran Premi d'Espanya de motociclisme de 1965 fou la tercera cursa de la temporada 1965 de motociclisme. La cursa es disputà al Circuit de Montjuïc (Barcelona, Catalunya) el dia 9 de maig de 1965.

## 250 cc
26 pilots sortits, 7 arribats.

### Arribats a la meta
| Pos. | Pilot          | Moto      | Temps         | Punts |
| ---- | -------------- | --------- | ------------- | ----- |
| 1    | Phil Read      | Yamaha    | 1h 04' 03" 27 | 8     |
| 2    | Ramon Torras   | Bultaco   | +2' 56" 27    | 6     |
| 3    | Mike Duff      | Yamaha    | +1 volta      | 4     |
| 4    | Derek Woodman  | MZ        | +1 volta      | 3     |
| 5    | Kevin Cass     | Cotton    | +3 voltes     | 2     |
| 6    | Alberto Pagani | Aermacchi | +3 voltes     | 1     |
| 7    | Guinness Smyth | Bultaco   | +3 voltes     |       |

### Retirats
| Pilot                | Moto          | Motiu retirada |
| -------------------- | ------------- | -------------- |
| Tarquinio Provini    | Benelli       | caiguda        |
| Josep Maria Busquets | Montesa       |                |
| Jordi Sirera         | Montesa       |                |
| Ginger Molloy        | Bultaco       |                |
| Ramiro Blanco        | Bultaco       |                |
| José Medrano         | Bultaco       |                |
| Rex Avery            | Bultaco       |                |
| Jack Ahearn          | Cotton        |                |
| Bruno Spaggiari      | Ducati        |                |
| Ricard Fargas        | Ducati        |                |
| Jim Redman           | Honda         |                |
| Bruce Beale          | Honda         |                |
| Heinz Rosner         | MZ            |                |
| Klaus Enderlein      | MZ            |                |
| Dieter Krumpholz     | MZ            |                |
| Keith Gordon         | Royal Enfield |                |
| Frank Perris         | Suzuki        |                |
| Ernst Degner         | Suzuki        |                |
| Martin Schneider     | Lube          |                |
| Graham Dickson       | Bultaco       |                |

## 125 cc
24 pilots sortits, 9 arribats.
| Pos. | Pilot           | Moto    | Temps      | Punts |
| ---- | --------------- | ------- | ---------- | ----- |
| 1    | Hugh Anderson   | Suzuki  | 54' 33" 80 | 8     |
| 2    | Frank Perris    | Suzuki  | +21" 50    | 6     |
| 3    | Derek Woodman   | MZ      | +1' 32" 66 | 4     |
| 4    | Bruno Spaggiari | Ducati  | +1 volta   | 3     |
| 5    | Klaus Enderlein | MZ      | +1 volta   | 2     |
| 6    | Arthur Fegbli   | Honda   | +1 volta   | 1     |
| 7    | Maurici Aschl   | Bultaco | +1 volta   |       |
| 8    | Bruce Beale     | Honda   | +2 voltes  |       |
| 9    | Kevin Cass      | Bultaco | +2 voltes  |       |

| Pilot                | Moto    | Motiu retirada |
| -------------------- | ------- | -------------- |
| Ramon Torras         | Bultaco |                |
| Ramiro Blanco        | Bultaco |                |
| Ginger Molloy        | Bultaco |                |
| José Medrano         | Bultaco |                |
| Angel Nieto          | Derbi   |                |
| Rex Avery            | EMC     |                |
| Ernst Degner         | Suzuki  |                |
| Salvador Cañellas    | C.K.    |                |
| Heinz Rosner         | MZ      |                |
| Dieter Krumpholz     | MZ      |                |
| Hans-Georg Anscheidt | MZ      |                |
| Peter Eser           | Honda   |                |
| Martin Schneider     | Lube    |                |
| Luigi Taveri         | Honda   |                |
| Ralph Bryans         | Honda   |                |

## 50 cc
15 pilots sortits, 7 arribats.
| Pos. | Pilot                | Moto     | Temps      | Punts |
| ---- | -------------------- | -------- | ---------- | ----- |
| 1    | Hugh Anderson        | Suzuki   | 30' 38" 08 | 8     |
| 2    | Ralph Bryans         | Honda    | +3" 93     | 6     |
| 3    | Josep Maria Busquets | Derbi    | +16" 50    | 4     |
| 4    | Luigi Taveri         | Honda    | +38" 27    | 3     |
| 5    | Hans-Georg Anscheidt | Kreidler | +1' 26" 25 | 2     |
| 6    | Barry Smith          | Derbi    | +1' 29" 99 | 1     |
| 7    | Mitsuo Itoh          | Suzuki   | +1 volta   |       |

| Pilot             | Moto     | Motiu retirada |
| ----------------- | -------- | -------------- |
| Salvador Cañellas | Derbi    |                |
| Angel Nieto       | Derbi    |                |
| Jacques Roca      | Derbi    |                |
| Kevin Cass        | Derbi    |                |
| Peter Eser        | Honda    |                |
| Ernst Degner      | Suzuki   |                |
| Ramon Torras      | Kreidler |                |
| Graham Dickson    | Derbi    |                |

## Sidecar
13 equips sortits, 8 arribats.
| Pos. | Pilot             | Passatger        | Moto      | Temps      | Punts |
| ---- | ----------------- | ---------------- | --------- | ---------- | ----- |
| 1    | Max Deubel        | Emil Hörner      | BMW       | 57' 46" 53 | 8     |
| 2    | Fritz Scheidegger | John Robinson    | BMW       | +13" 98    | 6     |
| 3    | Arsenius Butscher | Wolfgang Kalauch | BMW       | +59" 21    | 4     |
| 4    | Otto Kölle        | Heinz Marquardt  | BMW       | +1' 22" 92 | 3     |
| 5    | Georg Auerbacher  | Peter Rykers     | BMW       | +1 volta   | 2     |
| 6    | Barry Thompson    | Richard Bradley  | BMW       | +3 voltes  | 1     |
| 7    | R.H. Egalton      | n.d.             | Matchless | +3 voltes  |       |
| 8    | Harald Wohlfart   | Armgard Neumann  | BMW       | +7 voltes  |       |

| Pilot               | Passatger       | Moto   | Motiu retirada |
| ------------------- | --------------- | ------ | -------------- |
| Colin Seeley        | Wally Rawlings  | BMW    |                |
| Hans-Peter Hubacher | n.d.            | BMW    |                |
| Florian Camathias   | François Ducret | BMW    | avaria         |
| Bill Boswerger      | John Mawby      | BMW    |                |
| John Sweet          | Geoff Beaujeux  | Norton |                |